# Gomphaceae
De Gomphaceae vallen onder een diverse familie van schimmels, behorend tot de orde Gomphales. Volgens Index Fungorum telt de familie 14 geslachten en 453 soorten (peildatum maart 2023).

## Geslachten
In totaal telt de familie 14 geslachten, met tussen haakjes het aantal soorten:
- Araeocoryne (1)
- Ceratellopsis (18)
- Delentaria (1)
- Destuntzia (5)
- Gautieria (29)
- Gloeocantharellus (19)
- Gomphus (12)
- Phaeoclavulina (55)
- Protogautieria (2)
- Pseudogomphus (1)
- Ramaria (300)
- Ramaricium (4)
- Terenodon (1)
- Turbinellus (5)